# Massimiliano Migliaccio
Massimiliano Migliaccio (Napoli, 13 aprile 1989) è un pallanuotista italiano.
Cresce nelle giovanili del Posillipo, con cui vince tre scudetti giovanili. Si trasferisce quindi alla Canottieri in serie A2. Con la calottina giallorossa conquista la promozione in A1 nel 2013. Tuttavia non disputa il campionato di A1 con il circolo, in quanto si trasferisce alla Rari Nantes Latina nel 2013-14, per poi fare ritorno alla Canottieri la stagione successiva. Con il Telimar Palermo è finalista in Coppa LEN. Dal 2021 indossa la calottina della Waterpolo Palermo, con cui ottiene una promozione in Serie A2.